# Giovanni Amici
Giovanni Amici (Grottaferrata, 13 ottobre 1860 – Perugia, 30 agosto 1921) è stato un avvocato e politico italiano.